# 초고선명 텔레비전

UHDTV와 HD 및 SD 해상도 비교

초고선명 텔레비전(Ultra-High-Definition Television, UHDTV, Ultra HD television) 또는 초고화질 영상 시스템(Ultra High Definition Video (UHDV) 또는 슈퍼 하이비전(Super Hi-Vision, SHV)은 일본 NHK 방송 기술 연구소가 개발하고 ITU에 의해 정의되어 승인된 기술이다. 4K UHD 방식의 경우 3840x2160 화소의 디스플레이 해상도이며, 8K UHD 방식의 경우 7680x4320 화소의 디스플레이 해상도를 말하며, 화소는 약 3300만 화소이다.
한국 지상파 UHD급 초고화질 방송은 2017년 5월 31일 수도권을 시작으로 12월에 동남권, 대경권 등 광역시 및 2018년 동계 올림픽 개최지 (평창, 강릉), 이후 점진적으로 확대하여 2024년 상반기부터 전국 방송을 목표로 삼고 있다. 위성 및 케이블 방송, 통신 3사 2014년 브라질 월드컵 경기에서는 12대의 4K 해상도 카메라가 사용된 것으로 알려졌다.

## 연혁
2002년 5월 NHK 기술연구소 공개에서 처음으로 등장했다. 당시는 주사선 4000개 수준의 초고정밀 영상 시스템이라는 명칭을 사용하였으나 2004년 기술연구소 공개에서 슈퍼 하이비전으로 바꾸었다.
2005년 세계 박람회의 글로벌 하우스 오렌지 홀에서 일반인에게 공개하였다. 또한 큐슈 국립 박물관에서는 씨어터 4000으로서 상설 시설하고 있다. 2005년에 발표된 계획에서는, 슈퍼 하이비전의 전송으로서 검토하고 있는 21GHz대를 이용한 BS 실험 방송을 2015년으로 예정하고 있으며, 본격적인 방송은 2025년을 목표라고 발표하였다.
2011년 5월 22일, 일본 최대의 가전 업체인 샤프에서 세계 최초로 85인치 LCD TV를 통하여 초고해상도 디스플레이를 공개하였다.

## 표준화
ITU-R에서 2012년 8월 UHDTV에 관한 표준 권고안인 Recommendation ITU-R BT.2020을 발표하였다.
이에 따르면, UHDTV는 7680 X 4320의 해상도(8K) 또는 (3840 x 2160)의 해상도(4K)를 가지며, 프레임 레이트로는 60, 59.94(60/1.001), 50, 30, 29.97(30/1.001), 25, 24, 23.976(24/1.001)을 가질 수 있다. 비월 주사 방식은 지원하지 않고, 순차 주사 방식만을 지원한다.
색상 표현은 기존의 각 채널당 10bit 또는 12bit을 할당하도록 되어 있다. (현재 DTV에서는 주로 8bit사용)

## 국가별 UHD 방송

### 대한민국
2017년 2월 28일부터 지상파 3사의 UHD 시험 방송이 시작되었다. 그 후 2017년 5월 31일부터 지상파 3사에서 일부 프로그램에 한하여 UHD 본방송이 시작되었다.지상파 3사 중 SBS가 우선 2020년 8월 24일부터 일부를 제외한 모든 프로그램의 본방송을 HD에서 UHD로 전환된다. KBS 1TV는 2020년 10월 12일부터, KBS 2TV는 2020년 8월 24일부터 일부를 제외한 모든 프로그램의 본방송을 HD에서 UHD로 각각 전환되며 SBS와 MBC의 경우, 2022년 하반기부터 드라마 등 일부 프로그램 기준으로 본방송을 개시하였다.

## 같이 보기
- 저화질 텔레비전
- 선명 텔레비전
- 디지털 표준 텔레비전
- 고선명 텔레비전
- 디지털 텔레비전
- 아날로그 텔레비전

방송
- 《스무살》 (tvN, 2014년) : 대한민국 최초 UHD 드라마
- 《SBS 스페셜》 - 〈갈라파고스〉 (SBS, 2014년 10월) : 대한민국 최초 UHD, HD 동시 방송 UHD 다큐멘터리
- 《빅마우스》 (MBC 금토 드라마, 2022년 하반기 방영작) : UHD급 초고화질 방식으로 제작한 16부작 미니시리즈